# Tesserae

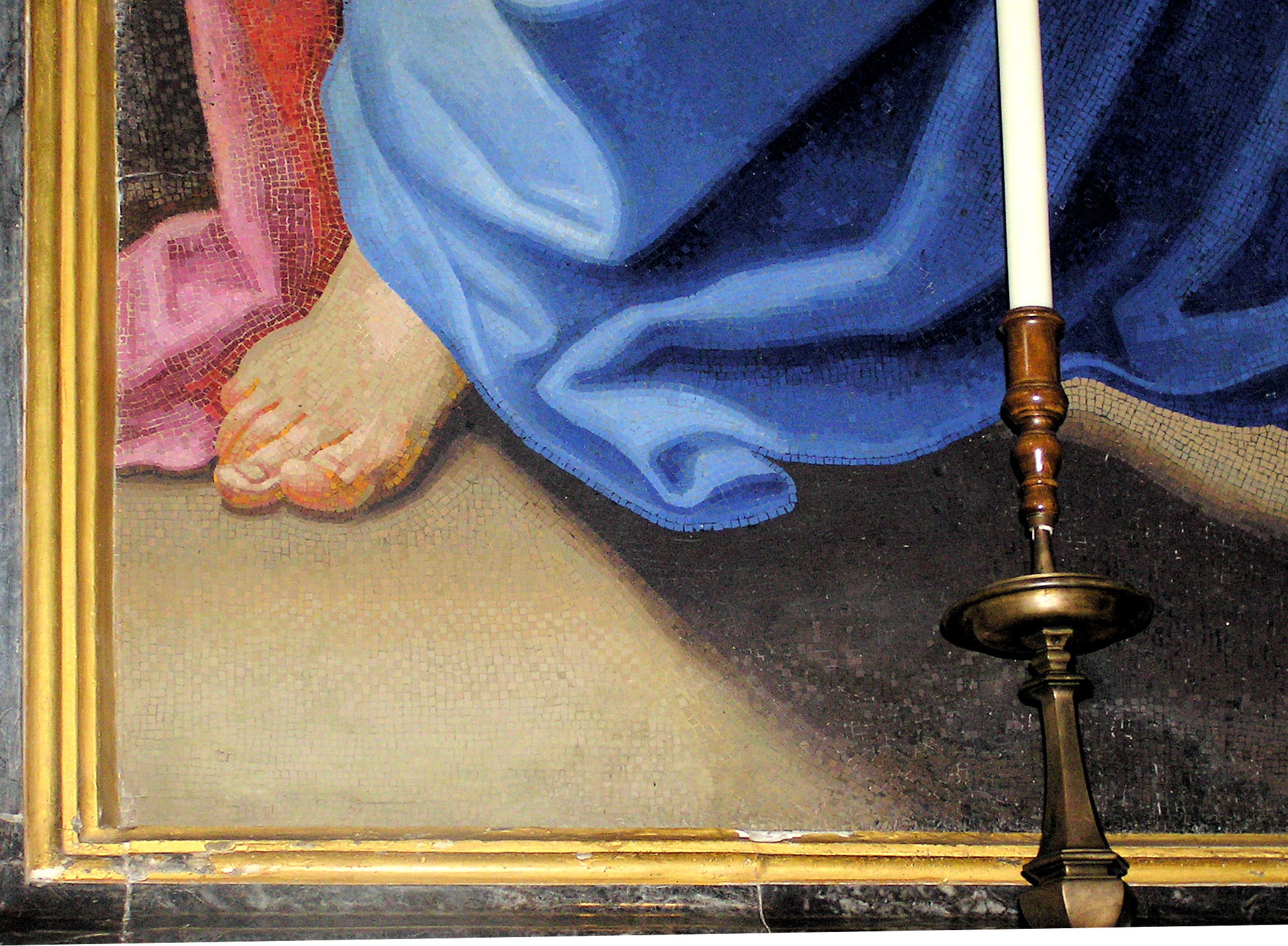
Närbild på en mosaik

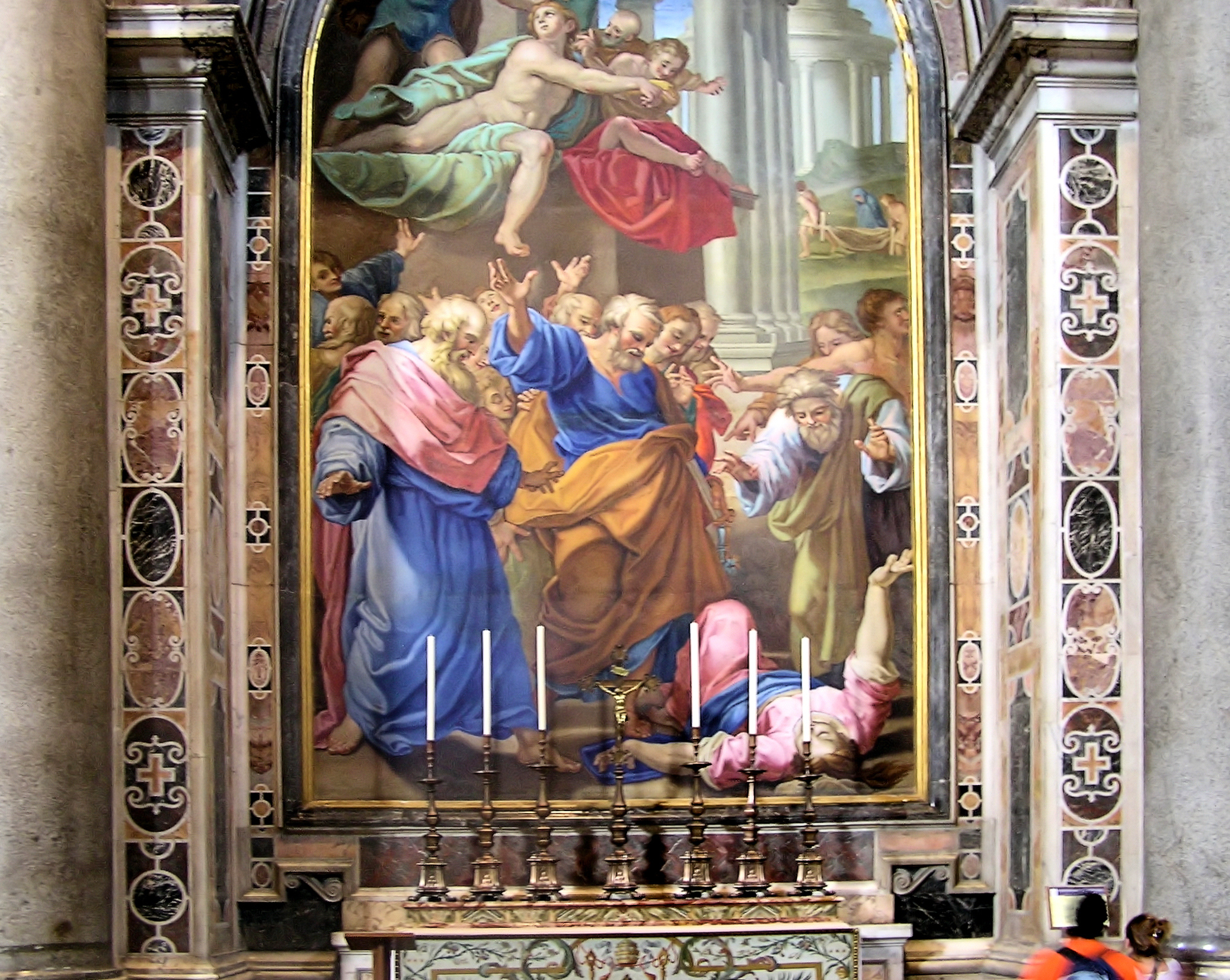
Hela mosaiken

Tesserae är små bitar av sten, glas eller annat material som används för att göra en mosaik.